# Mantaf
Mantaf (arab. منطف) – miejscowość w Syrii, w muhafazie Idlib. W 2004 roku liczyła 1992 mieszkańców.